# Hakkâri (stad)
Hakkâri (Koerdisch: Çolemêrg, Syrisch: ܗܟܐܪܝ) is de hoofdstad (İlçe Merkezi) van het gelijknamige district en de provincie Hakkâri in Turkije. De plaats telt 58.145 inwoners (2008).

## Verkeer en vervoer

### Wegen
Hakkâri ligt aan de nationale weg D400.
- Nationale Bibliotheek van Tsjechië: ge874213
- Virtual International Authority File: 239981466